# أوسوالدو فيزكاروندو
أوسوالدو فيزكاروندو  (بالإسبانية: Oswaldo Vizcarrondo) (مواليد 31 مايو 1984) لاعب كرة قدم انزواتيجايا - فنزويلا يجيد اللعب في خط الوسط . يلعب حاليا لصالح نادي انزواتيجايا فنزويلا .

## روابط خارجية
- أوسوالدو فيزكاروندو على موقع قاعدة بيانات كرة القدم.إي يو (الإنجليزية)
- أوسوالدو فيزكاروندو على موقع ليكيب (الفرنسية)
- أوسوالدو فيزكاروندو على موقع ناشيونال فوتبول تيمز (الإنجليزية)
- أوسوالدو فيزكاروندو على موقع Soccerway.com (الإنجليزية)
- أوسوالدو فيزكاروندو على موقع عالم كرة القدم.نت (الإنجليزية)
- أوسوالدو فيزكاروندو على موقع كووورة
- أوسوالدو فيزكاروندو على موقع AS.com (الإسبانية)